# 申思夔
申思夔（1517年—？），字汝一，直隸蘇州府吳江縣人，民籍，明朝政治人物。

## 生平
嘉靖十六年（1537年）丁酉科應天府鄉試第七十八名舉人。嘉靖二十三年（1544年）中式甲辰科會試第一百一名，登第三甲第六十五名進士。初授江西分宜縣知縣，調官直隶邯郸县知县。

## 家族
曾祖申俊，七品散官；祖父申顯，州判官；父申意，監生。前母陳氏；母徐氏；繼母陸氏。重庆下。兄思伊。弟思皋（监生）、思稷、思契、思龍。